# Nicolaus Hinrich Rieman
Nicolaus Hinrich Rieman (død 28. juni 1759 på Bidstrup) var en antagelig tyskfødt arkitekt, virksom i Danmark. 
Nicolaus Hinrich Riemans oprindelse og fødeår er ukendte, men hans smukke skriftlige tysk og hans bygningers stil tyder på, at han stammede fra Mecklenburg-Schwerin. Med byggerier fra Trøjborg i syd til Skagen i nord satte han i enestående grad sit præg på den jyske barokarkitektur, hvor den midtjyske herregård Bidstrup kan betegnes som et hovedværk. Hans arbejder, som stort set er velbevarede, fremtræder i et rent og klart formsprog med karakteristiske svejfede gavle og velformede løgspir. 
Af hverv var han blandt andet bygmester i Skive. Men det var som bygmester for etatsråd Gerhard Hansen de Lichtenberg fra 1730'erne og Jørgen greve Scheel 1748-58, at han fik sine væsentligste opgaver. 

## Værker

### Arbejder for det offentlige
- Murerarbejder ved hovedreparation af Ribe Domkirke (1738-41).
- Spir på Vor Frelser Kirke, Horsens (1737)
- Istandsættelse af Klosterkirken i Horsens (1737)
- Tegning og opførelse af lærd skole i Horsens (1742)
- Reparationer på Horsens Hospital (1743-47)
- Reparationer af Hansted Hospital (1743-47)
- Istandsættelse af Århus Domkirke (1743)
- Istandsættelse af Randers Kloster (1744)
- Reparation af tårnet på Skt. Peders Kirke, Randers (1745)
- Fuldførelse af ombygning efter Holger Rosenkrantz af Støvringgård til Frøkenkloster (1745-46)
- Istandsættelse af Skt. Catherinæ Kloster, Ribe (1747)
- Istandsættelse af Sankt Jacobi Kirke, Varde (1748)
- Istandsættelse af Nykøbing Mors Kirke (efter brand 1748, nedrevet 1889)
- Istandsættelse af Skagens tilsandede gamle kirke (Den tilsandede kirke) (1750-51)
- Istandsættelse af Sæby Kirke (1756-57)

### Arbejder for private
For Gerhard Hansen de Lichtenberg: 
- Istandsættelse af Nørup Kirke (1733)
- Arbejder på herregården Engelsholm (1739)
- Ombygning af Bredsten Kirke (1742)
- Ombygning af Lichtenbergs Palæ (Jørgensen Hotel), Horsens (1744)
- Ombygning af hovedbygningen på Bidstrup (1759)

For Jørgen Scheel: 
- Nordfløj på hovedbygningen på Gammel Estrup (1748-50)
- Adskillige istandsættelsesarbejder på Gammel Estrup (fra 1750)
- Ny hovedfløj på Østergård, Fjellerup (1750erne, nu på Frilandsmuseet)
- Ombygning af Ulstrup (1754-55)
- Ny hovedbygning på hovedgården Skjern (1756)
- Ombygning af hovedgården Karmark (1758, senere nedbrudt)
- Renovering af Grevskabet Scheels 14 kirker
- Renovering af det gamle hospital i Langå (1756)
- Projekt til ombygning af hovedbygningen på Sostrup (ikke gennemført)

For andre private bygherrer:
- Modernisering af interiør og ombygning af hovedbygnings tre fløje på Ørslev Kloster, samt genopbygning af ladegården efter en brand og modernisering af interiør i Ørslev Kloster kirke (1740-50).
- Istandsættelse af Trøjborg (1742)
- Ombygning af hovedbygning på Tårupgård (1747-50).

### Tilskrevne arbejder
- Ombygning af Gjessinggård (1744)
- Ny hovedbygning på Favrskov (1750)
- Det gamle Løveapotek, Århus (1745-46)
- Amtmandsgården, Viborg (1757)